# SIMA folkhögskola
SIMA folkhögskola, tidigare Mo Gård folkhögskola, är en folkhögskola, grundad 1997, som finns på fyra platser i Sverige, Göteborg, Stockholm, Örebro och Åkarp.
SIMA folkhögskola är en teckenspråkig skola.
Skolans huvudman är SIMA folkhögskoleförening.
Mo Gård folkhögskola bytte namn till SIMA Folkhögskola 2019.